# Castillon (Alpes-Maritimes)
Pour les articles homonymes, voir Castillon.

.Les langues des Alpes-Maritimes avec Castillon, de parler mentonasque
vivaro-alpin (mentonasque)
provençal maritime
niçard
vivaro-alpin ou gavot intermédiaire
vivaro-alpin (alpin)
Brigasque (Royasque)
Tendasque (Brigasque-Royasque)
Figoun (ligure colonial)

Castillon (Castilhon (classique) / Castilhoun (mistralienne) [kas.ti.ˈjũŋ] dans le dialecte local) est une commune française située dans le département des Alpes-Maritimes en région Provence-Alpes-Côte d'Azur.
Ses habitants sont appelés les Castillonnais. Castillon est connu pour être un village d’art avec de nombreux ateliers et galeries et son titre de plus beau village de France de 1952.

## Géographie

### Localisation
Castillon se situe à 7 kilomètres environ de Menton et de Sospel, 6 kilomètres environ de Peille et 4 kilomètres environ de Castellar et Sainte-Agnes à vol d’oiseau.
Castillon a la particularité d’être entièrement comprise dans le site Natura 2000 « Vallée du Careï – Collines de Castillon ».

### Géologie et relief
Les sites de la commune sont partagés entre deux entités géographiques : le littoral et le moyen pays. Ces entités offrent une grande richesse et diversité de paysages.
Zone de transition entre le littoral et le parc du Mercantour, le Moyen-Pays est l’espace des vallées et des montagnes.
La commune se compose de 0,21 hectares de territoires artificialisés (0,03 %) et 755,46 hectares de forêts et milieux semi-naturels (99,93 %).
Espaces naturels :
- Un espace protégé Natura 2000 :

Vallée du Carei - collines de Castillon.
- Trois zones naturelles d'intérêt écologique, faunistique et floristique (Znieff) :

Chaînons frontaliers de Sospel à Menton,
Sainte-Agnès,
Mont Farghet - Col de Braus.

### Sismicité
Un phénomène de liquéfaction du sol.
Tremblement de terre du 23 février 1887.
Commune située en zone sismique 4, aléa moyen,

### Hydrographie et les eaux souterraines
Castillon est la commune source du petit fleuve côtier le Careï qui se jette dans la mer Méditerranée sous le casino de Menton.
Cours d'eau sur la commune ou à son aval :
- ruisseau le Merlansson.

La commune dispose de :
- 3 forages et 7 sources ;
- d'une station d'épuration d'une capacité de 300 équivalent-habitants[16].

### Climat
Pour des articles plus généraux, voir Climat de Provence-Alpes-Côte d'Azur et Climat des Alpes-Maritimes.
En 2010, le climat de la commune est de type climat méditerranéen altéré, selon une étude du Centre national de la recherche scientifique s'appuyant sur une série de données couvrant la période 1971-2000. En 2020, Météo-France publie une typologie des climats de la France métropolitaine dans laquelle la commune est exposée à un climat méditerranéen et est dans la région climatique  Var, Alpes-Maritimes, caractérisée par une pluviométrie abondante en automne et en hiver (250 à 300 mm en automne), un très bon ensoleillement en été (fraction d’insolation > 75 %), un hiver doux (8 °C) et peu de brouillards. 
Pour la période 1971-2000, la température annuelle moyenne est de 12,1 °C, avec une amplitude thermique annuelle de 15,6 °C. Le cumul annuel moyen de précipitations est de 1 013 mm, avec 5,5 jours de précipitations en janvier et 3,2 jours en juillet. Pour la période 1991-2020, la température moyenne annuelle observée sur la station météorologique de Météo-France la plus proche, « Sospel », sur la commune de Sospel à 5 km à vol d'oiseau, est de 13,2 °C et le cumul annuel moyen de précipitations est de 1 009,8 mm. 
La température maximale relevée sur cette station est de 36 °C, atteinte le 28 juin 2019 ; la température minimale est de −8,1 °C, atteinte le 27 février 2018,,. 
Les paramètres climatiques de la commune ont été estimés pour le milieu du siècle (2041-2070) selon différents scénarios d'émission de gaz à effet de serre à partir des nouvelles projections climatiques de référence DRIAS-2020. Ils sont consultables sur un site dédié publié par Météo-France en novembre 2022.

### Voies de communications et transports

#### Voies routières
Le village est desservi par la départementale 2566.

#### Transports en commun

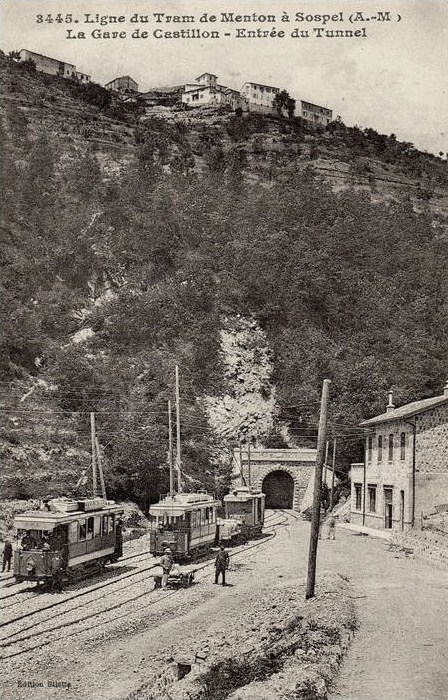
Gare de Castillon du tramway de Menton à Sospel.

- Transport en Provence-Alpes-Côte d'Azur

Le viaduc du Caramel de 125 m, construit en 1910 et composé de 13 arches, reste un des derniers vestiges d’une ligne de tramway qui reliait Menton à Sospel.
Le village est desservi par le réseau de transport de la C.A.R.F Zest notamment par la ligne 15.

### Communes limitrophes
| Sospel | Sospel               | Sospel    |
| Peille | Castillon            | Castellar |
| Peille | Sainte-Agnès, Menton | Castellar |

### Intercommunalité
Commune membre de la communauté d'agglomération de la Riviera Française.

## Urbanisme

### Typologie
Au 1er janvier 2024, Castillon est catégorisée commune rurale à habitat dispersé, selon la nouvelle grille communale de densité à 7 niveaux définie par l'Insee en 2022.
Elle est située hors unité urbaine. Par ailleurs la commune fait partie de l'aire d'attraction de Monaco - Menton (partie française), dont elle est une commune de la couronne,. Cette aire, qui regroupe 12 communes, est catégorisée dans les aires de 50 000 à moins de 200 000 habitants,.

### Occupation des sols
L'occupation des sols de la commune, telle qu'elle ressort de la base de données européenne d’occupation biophysique des sols Corine Land Cover (CLC), est marquée par l'importance des forêts et milieux semi-naturels (100 % en 2018), une proportion identique à celle de 1990 (100 %). La répartition détaillée en 2018 est la suivante : 
forêts (92,5 %), espaces ouverts, sans ou avec peu de végétation (7,2 %), milieux à végétation arbustive et/ou herbacée (0,3 %).
L'évolution de l’occupation des sols de la commune et de ses infrastructures peut être observée sur les différentes représentations cartographiques du territoire : la carte de Cassini (XVIIIe siècle), la carte d'état-major (1820-1866) et les cartes ou photos aériennes de l'IGN pour la période actuelle (1950 à aujourd'hui).

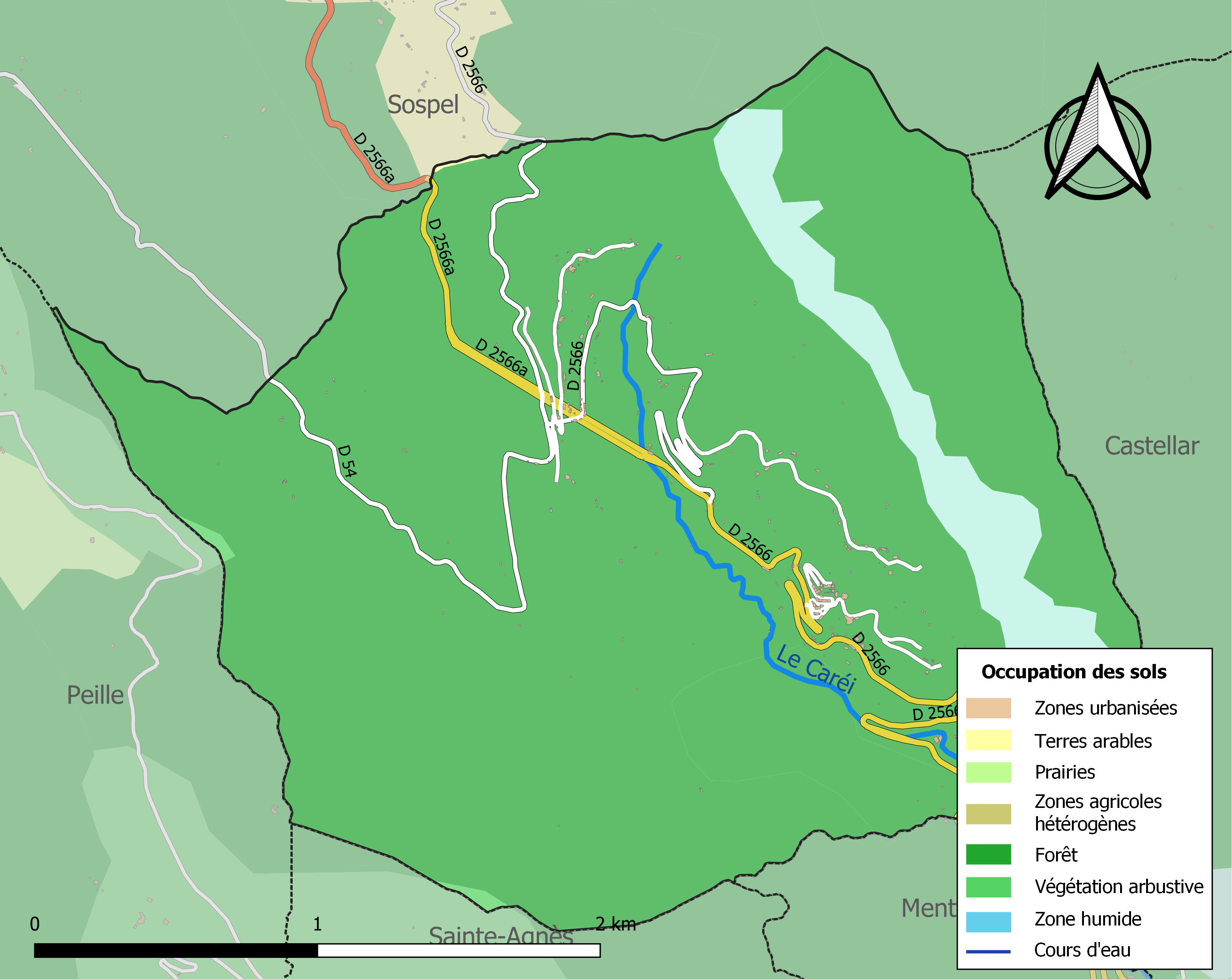
Carte de l'occupation des sols de la commune en 2018 (CLC).

## Toponymie
La localité apparaît pour la première fois dans les textes en 1279 sous le nom de castrum Castilionis. Les attestations : Castillon et Casteglonem 1157 (A. Dauzat) sont des formes de l'occitan castilhon qui désigne un petit château.
En nissart, son nom est Castilhon en graphie classique et Castilhoun en graphie mistralienne. Les habitants sont les castillonnais, dans le dialecte local e castilhonencs / e castilhounencs [e kas.ti.ju.ˈnẽŋks].

## Histoire
En 1157 « Castillonum » est créé par les consuls de Sospel pour protéger les Sospelois des invasions lombardes et sarrasines, construit sur une crête à 770 mètres d’altitude et orienté tant vers la mer Méditerranée que sur la vallée du Merlanson en direction de Sospel.
Castillon devient par la suite possession des comtes de Vintimille, du consul Vento de Menton pour ensuite être rattaché de nouveau au seigneur de Sospel. Le village fera partie de la principauté de Monaco en 1348 avant d’être de nouveau possession en 1376 du seigneur de Sospel. En 1388, en raison de l’acte de dédition de Nice à la Savoie, Castillon passera sous la domination du comté puis du duché de Savoie.
La commune se trouvant mêlée à la guerre de succession d’Autriche en raison de sa proximité avec la principauté de Monaco et le comté de Vintimille entre eux. En 1793 Castillon devient français jusqu’en 1815 et le sera de nouveau en 1860.
Le village de Castillon a subi les guerres ou les catastrophes naturelles et a été reconstruit à plusieurs reprises. Une première fois après la guerre de Succession d'Autriche, au XVIIIe siècle ; une deuxième fois après le tremblement de terre de 1887 en Ligurie qui a eu de sérieux effets sur le village et enfin après les bombardements de l'hiver 1944-1945 qui marquèrent l'ultime phase de la Seconde Guerre mondiale avant la libération du territoire.

## Politique et administration
| Période                                  | Période      | Identité            | Étiquette | Qualité                                  |
| ---------------------------------------- | ------------ | ------------------- | --------- | ---------------------------------------- |
| Les données manquantes sont à compléter. |              |                     |           |                                          |
| 1862                                     | 1865         | Joseph Amande       |           |                                          |
| ?                                        | février 1941 | Jean Peglion        | ?         | Révoqué par le Gouvernement de Vichy     |
| 1941                                     | 1945         | Ange Amade          |           |                                          |
| 20 novembre 1960                         |              | Henriette Blancardi |           |                                          |
| avant 1981                               | ?            | Lucien Rousset      |           |                                          |
| avant 1995                               | ?            | Berthon Deméa       |           |                                          |
| mars 2001                                | mars 2008    | Daniel Duchassin    |           |                                          |
| mars 2008                                | février 2018 | Philippe Rion       | DVD       | Sans profession, démissionnaire          |
| février 2018                             | En cours     | Olivier Chantreau   |           | Maire par intérim jusqu'au 20 avril 2018 |
|                                          |              |                     |           |                                          |

### Budget et fiscalité 2023
En 2023, le budget de la commune était constitué ainsi :
- total des produits de fonctionnement : 626 000 €, soit 1 486 € par habitant
- total des charges de fonctionnement : 398 000 €, soit 945 € par habitant ;
- total des ressources d'investissement : 270 000 €, soit 642 € par habitant ;
- total des emplois d'investissement : 135 000 €, soit 321 € par habitant ;
- endettement : 843 000 €, soit 2 002 € par habitant.

Avec les taux de fiscalité suivants :
- taxe d'habitation : 16,60 % ;
- taxe foncière sur les propriétés bâties : 28,55 % ;
- taxe foncière sur les propriétés non bâties : 46,54 % ;
- taxe additionnelle à la taxe foncière sur les propriétés non bâties : 0,00 % ;
- cotisation foncière des entreprises : 0,00 %.

Chiffres clés Revenus et pauvreté des ménages en 2021 : médiane en 2021 du revenu disponible, par unité de consommation : 26 240 €.

## Population et société

### Démographie

#### Évolution démographique
L'évolution du nombre d'habitants est connue à travers les recensements de la population effectués dans la commune depuis 1793. Pour les communes de moins de 10 000 habitants, une enquête de recensement portant sur toute la population est réalisée tous les cinq ans, les populations de référence des années intermédiaires étant quant à elles estimées par interpolation ou extrapolation. Pour la commune, le premier recensement exhaustif entrant dans le cadre du nouveau dispositif a été réalisé en 2005.

En 2022, la commune comptait 422 habitants, en évolution de +13,14 % par rapport à 2016 (Alpes-Maritimes : +2,85 %, France hors Mayotte : +2,11 %).
| 1793 | 1800 | 1806 | 1822 | 1838 | 1848 | 1858 | 1861 | 1866 |
| ---- | ---- | ---- | ---- | ---- | ---- | ---- | ---- | ---- |
| 259  | 277  | 337  | 373  | 361  | 342  | 323  | 314  | 309  |

| 1872 | 1876 | 1881 | 1886 | 1891 | 1896 | 1901 | 1906 | 1911 |
| ---- | ---- | ---- | ---- | ---- | ---- | ---- | ---- | ---- |
| 315  | 305  | 312  | 339  | 295  | 313  | 291  | 299  | 297  |

| 1921 | 1926 | 1931 | 1936 | 1946 | 1954 | 1962 | 1968 | 1975 |
| ---- | ---- | ---- | ---- | ---- | ---- | ---- | ---- | ---- |
| 239  | 227  | 210  | 301  | 37   | 69   | 82   | 97   | 55   |

| 1982 | 1990 | 1999 | 2005 | 2006 | 2010 | 2015 | 2020 | 2022 |
| ---- | ---- | ---- | ---- | ---- | ---- | ---- | ---- | ---- |
| 79   | 187  | 282  | 324  | 327  | 372  | 378  | 417  | 422  |

### Enseignement
Établissements d'enseignements :
- Le village de Castillon accueille en son sein l’école maternelle et primaire privée Montessori[49]. C’est une école bilingue anglaise et française qui permet une initiation à l’italien[50].
- Collèges à Menton et à Sospel.
- Lycées à Menton.

### Santé
Professionnels et établissements de santé :
- Médecins à Sospel et Menton
- Pharmacies à Menton, Sospel
- Hôpitaux à Menton, Sospel et Monaco

### Cultes
Culte catholique, paroisse Saint-Étienne de la Bevera, diocèse de Nice.

## Économie

### Entreprises et commerces

#### Agriculture
- Olivaies.
- Héliciculture[54].

#### Tourisme
- Hôtel-restaurant « La Bergerie »[55].

#### Commerces et artisanat
- Commerces et services de proximité.
- Le quartier des artisans d'art domine le nouveau village, modèle d'urbanisme rural, bâti à mi-pente en style provençal.

## Culture locale et patrimoine

### Lieux et monuments

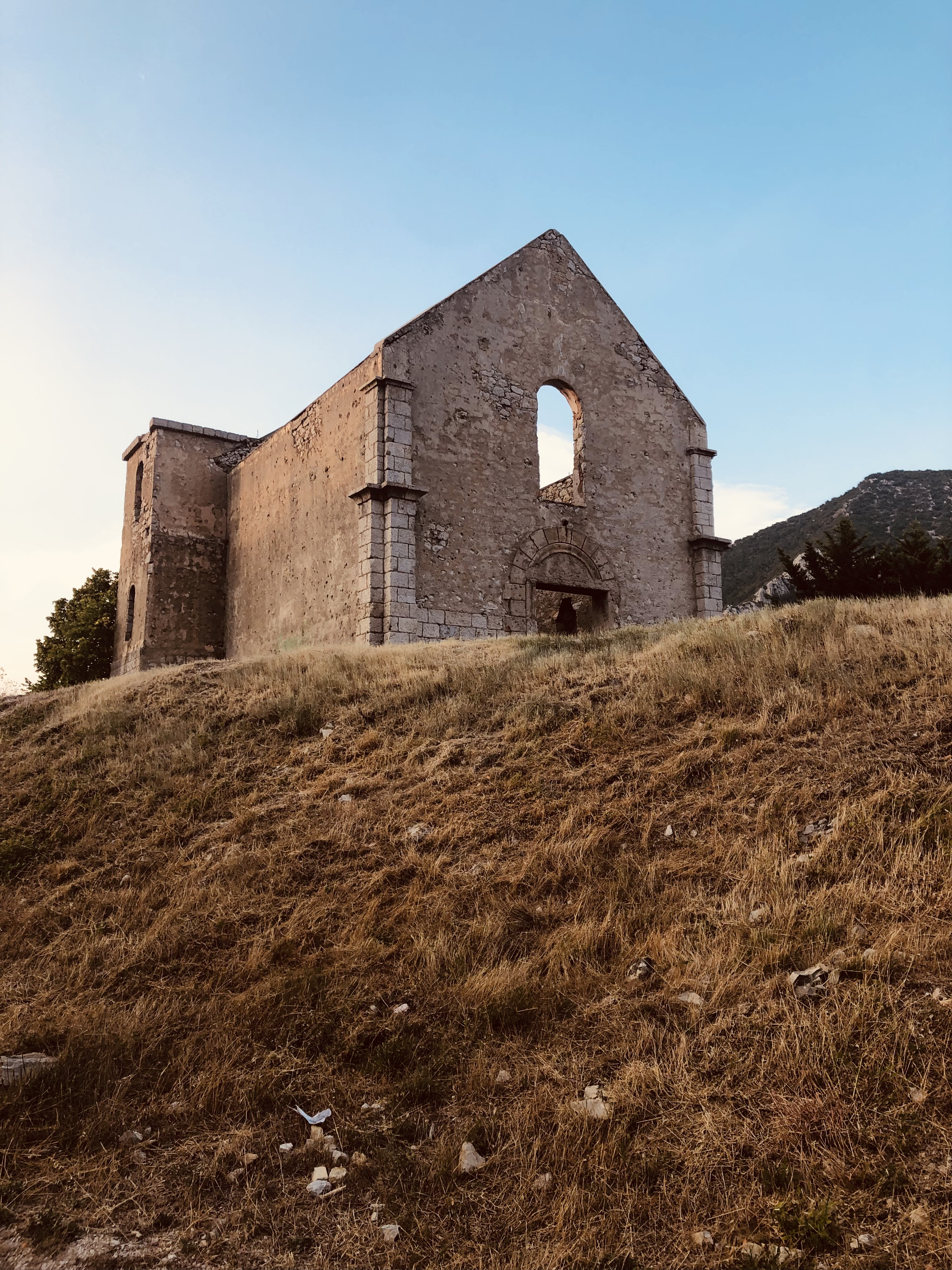
Vestige de l’ancienne église de Castillon.
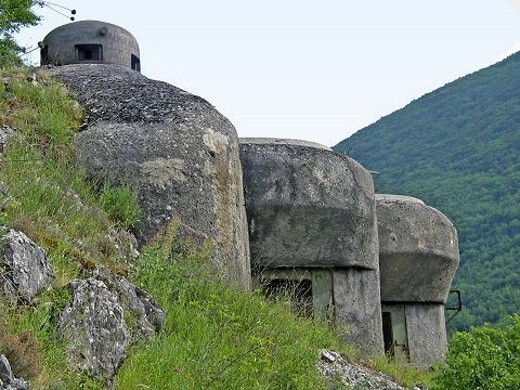
Ouvrage de Castillon. Cloche GFM du b3.
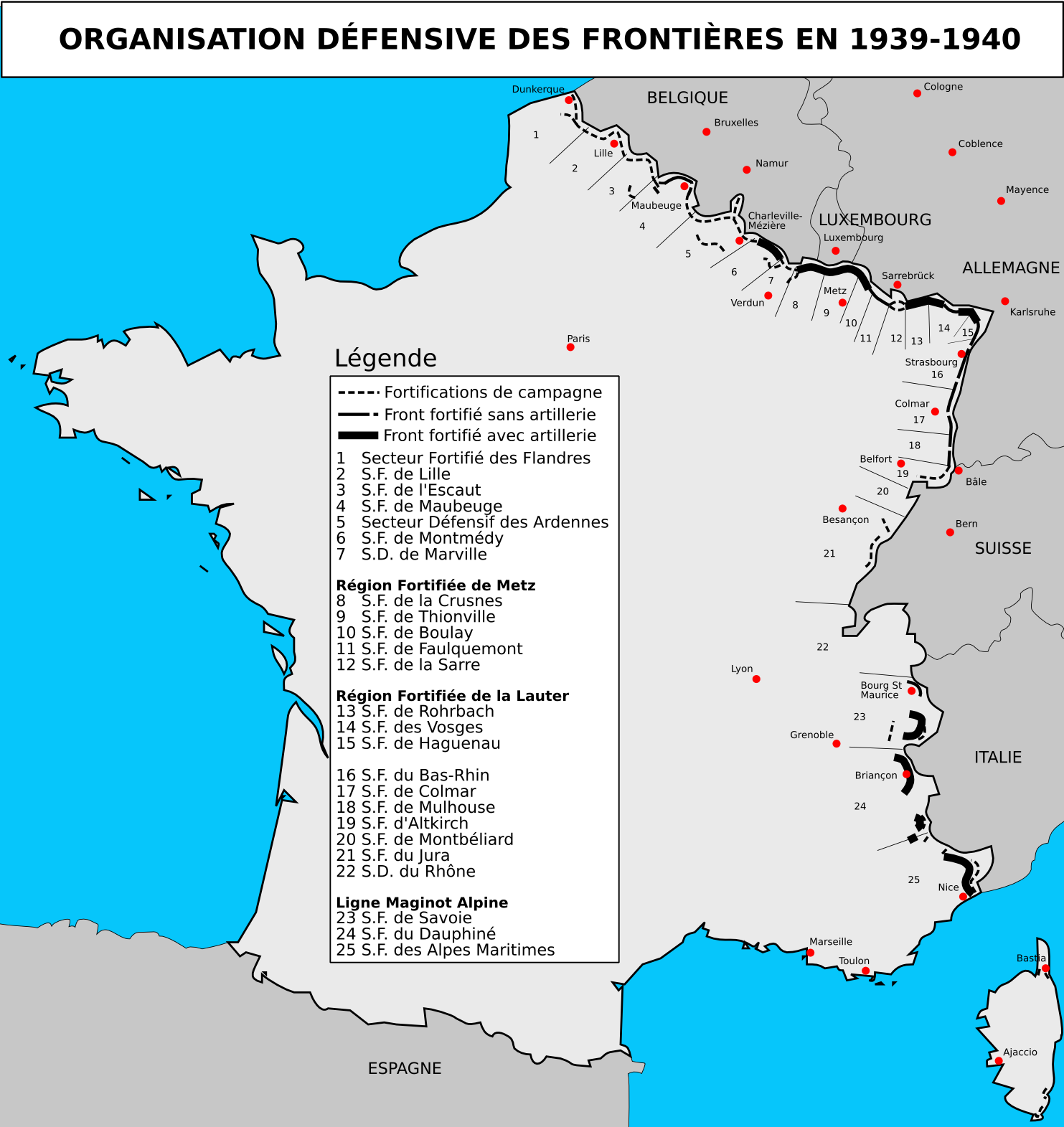
Organisation défensive des frontières en 1939-1940.
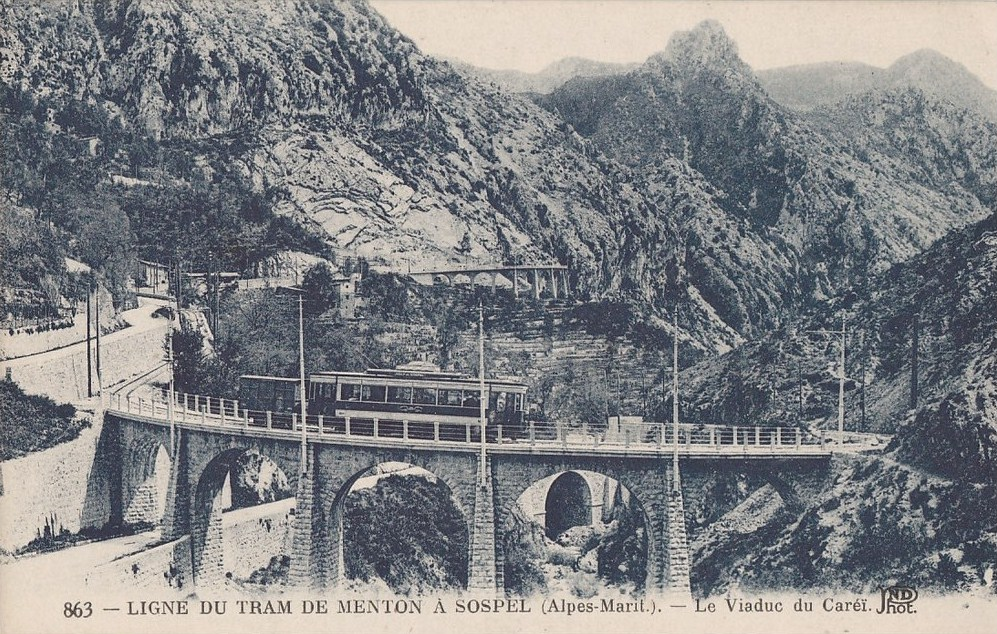
Le viaduc du Carrei sur l'ancienne ligne de Tramway de Menton à Sospel.

Patrimoine religieux :
- Église Saint-Julien, qui date de 1952[56].
- Ancienne église du 2e village[57].
- Vestiges de l'ancien village et du château médiéval[58].
- Chapelles Saint-Antonin et Saint-Bernard.

Patrimoine civil :
- L'ouvrage de Castillon, à l'emplacement de l'ancien village perché, a été construit pendant les années 1930 et fait partie de la ligne Maginot[59].Position du secteur fortifié frontalier dite avant-poste de Pierre Pointue[60].
- Viaduc de Caramel[61].
- Viaduc du Careï[62].
- Fontaine « Envolée Linéaire »[63].
- Four à chaux.
- Sculpture[64].

- Monuments commémoratifs :

- Monument aux morts[65] ;
- Plaque commémorative citation à l'ordre du corps d'armée[66] ;
- Plaque commémorative[67] ;
- Plaque commémorative aux FFI disparus ;
- Plaque commémorative fusillés français de Sospel[68] ;
- Plaque commémorative des fusillés italiens de Sospel ;
- Plaque commémorative Mario Roncelli ;
- Plaque commémorative Sauvajon - Barut ;
- Plaque commémorative des militaires hawaïens ;
- Stèles commémoratives ;
- Carré militaire ;
- Stèle aux soldats de la First Special Service Force[69].

### Héraldique
| Blason de Castillon | Blason  | D'argent à la tour adextrée d'un avant-mur, de sable, maçonnés d'or, ouvert et ajouré de gueules, au franc-quartier du même chargé de saint Georges à cheval, contourné, d'argent, terrassant un dragon de sinople. Devise / CriJuste castigo (Je châtie justement). |
| Blason de Castillon | Détails | Le statut officiel du blason reste à déterminer. |

## Personnalités liées à la commune
- Le peintre et sculpteur américain Joseph F. Askew vie et travaille à Castillon.
- Muriel BaillotArtiste - Sculpteur sur marbre.
- Rosario et Raphaël Gibaldi Artistes - Sculpture sur bronze